# 쿰로베츠
쿰로베츠(크로아티아어: Kumrovec, 세르보크로아트어 IPA 발음: kûmroʋet͡s|hr)는 크로아티아 북부 크라피나자고레주에 있는 촌락이다. 쿰로베츠는 크로아티아와 슬로베니아 간 국경을 따라 수틀라강에 자리 잡고 있다. 쿰로베츠시의 주민은 1,588명(2011년)이지만 마을 자체 인구는 267명에 불과하다. 쿰로베츠시는 투헬리시에서 분할된 후 1997년 5월 6일에 자리를 잡았다.

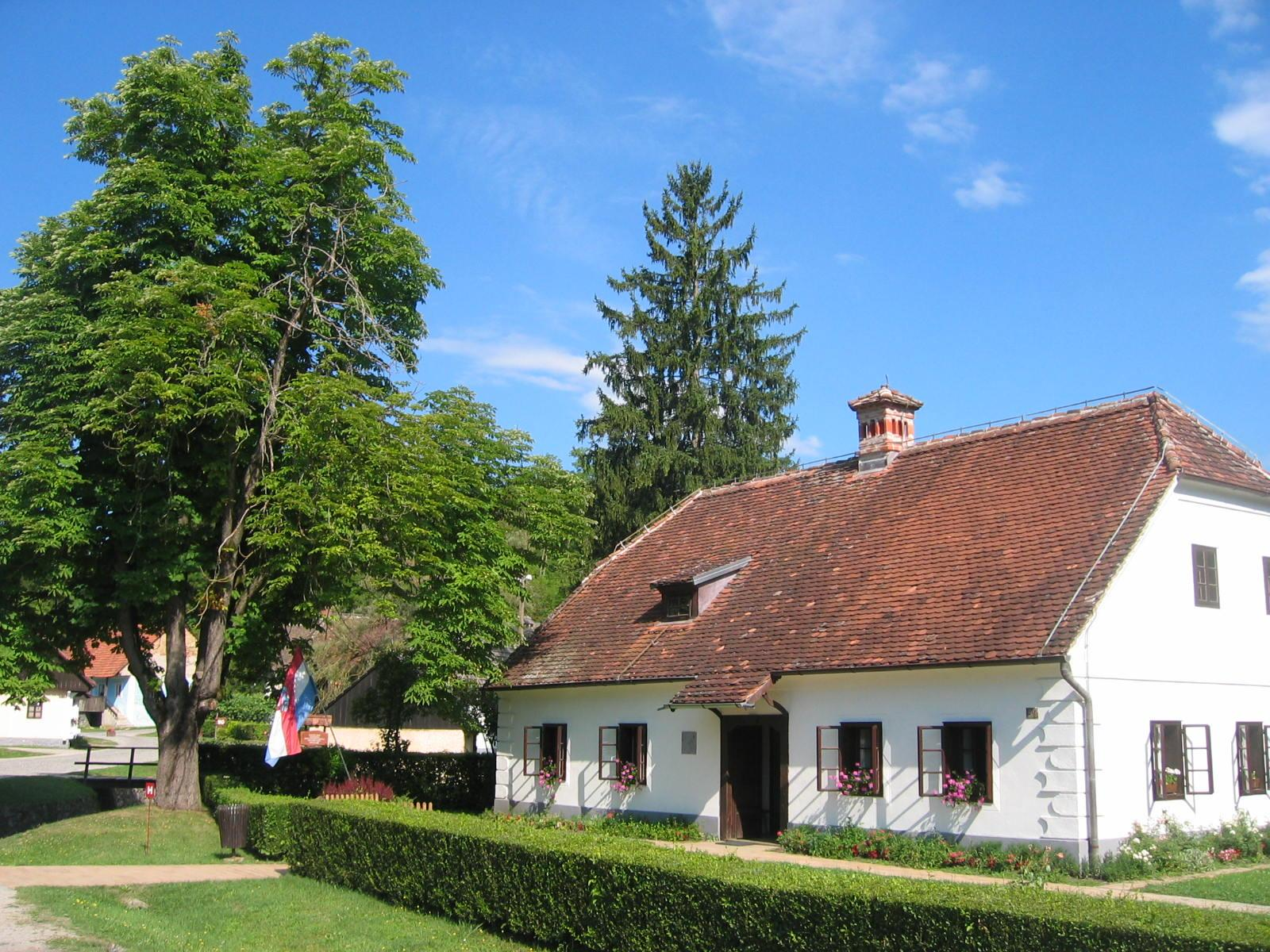
요시프 브로즈 티토의 생가

쿰로베츠는 유고슬라비아 사회주의 연방공화국 대통령이었던 요시프 브로즈 티토(1892년~1980년) 원수의 출생지이다. 티토 생가(1860년에 마을에서 처음으로 벽돌로 지어진 건물)에는 1953년에 개관한 티토 원수 기념 박물관이 있다. 박물관은 지역 민속에서도 중요한 역할을 하고 있으며 집 옆에는 티토의 청동 입상(1948년에 안툰 아우구스틴치치가 제작)이 있다. 쿰로베츠의 유서 깊은 일부 장소에는 19세기와 20세기 자고리예(Zagorje) 농민의 삶과 작업과 관련된 유물을 상설 전시하는 마을 주택 18개가 위치해 있으며 민족학 박물관으로 활용되고 있다. 마을 규모는 작지만 구 유고슬라비아에서 큰 인기를 얻었다.

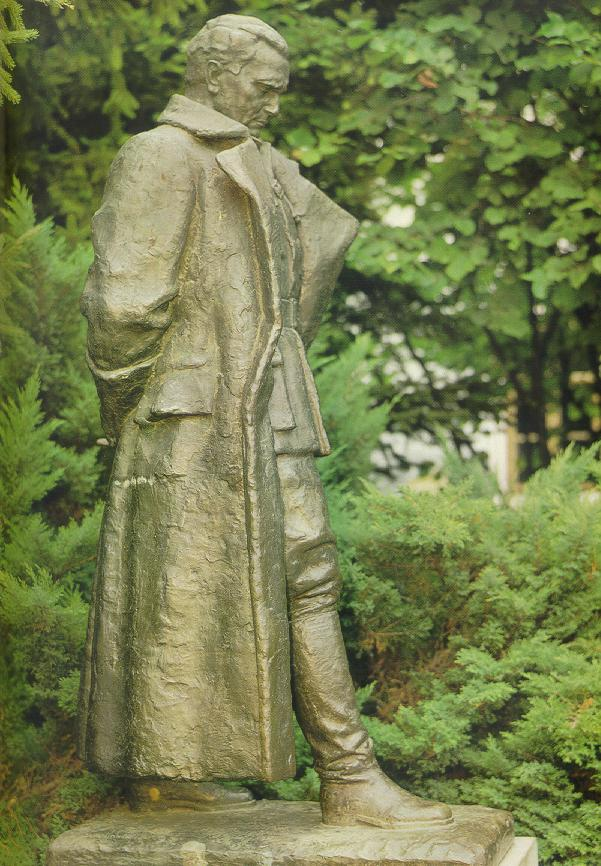
예술가 안툰 아우구스틴치치(1900년~1979년)가 제작한 쿰로베츠에 위치한 티토 동상

오늘날 쿰로베츠의 주요 명소는 19세기, 20세기 전환기의 마을 가옥이 잘 보존된 쿰로베츠 민족학 박물관 스타로 셀로(오래된 마을)다. 1977년에 이 주택의 재건축과 재장식이 시작되었다. 지금까지 40채에 달하는 집과 기타 농장 시설이 복원되어 크로아티아에서 각광받는 명소가 되었다. 방문객은 이곳에서 자고리예 스타일 결혼식, 신혼 부부의 삶, 대장장이가 만든 공예품, 수레 장인이 만든 공예품, 도자기 등 여러 컨텐츠로 구성된 영구 민족학 전시회를 볼 수 있다.

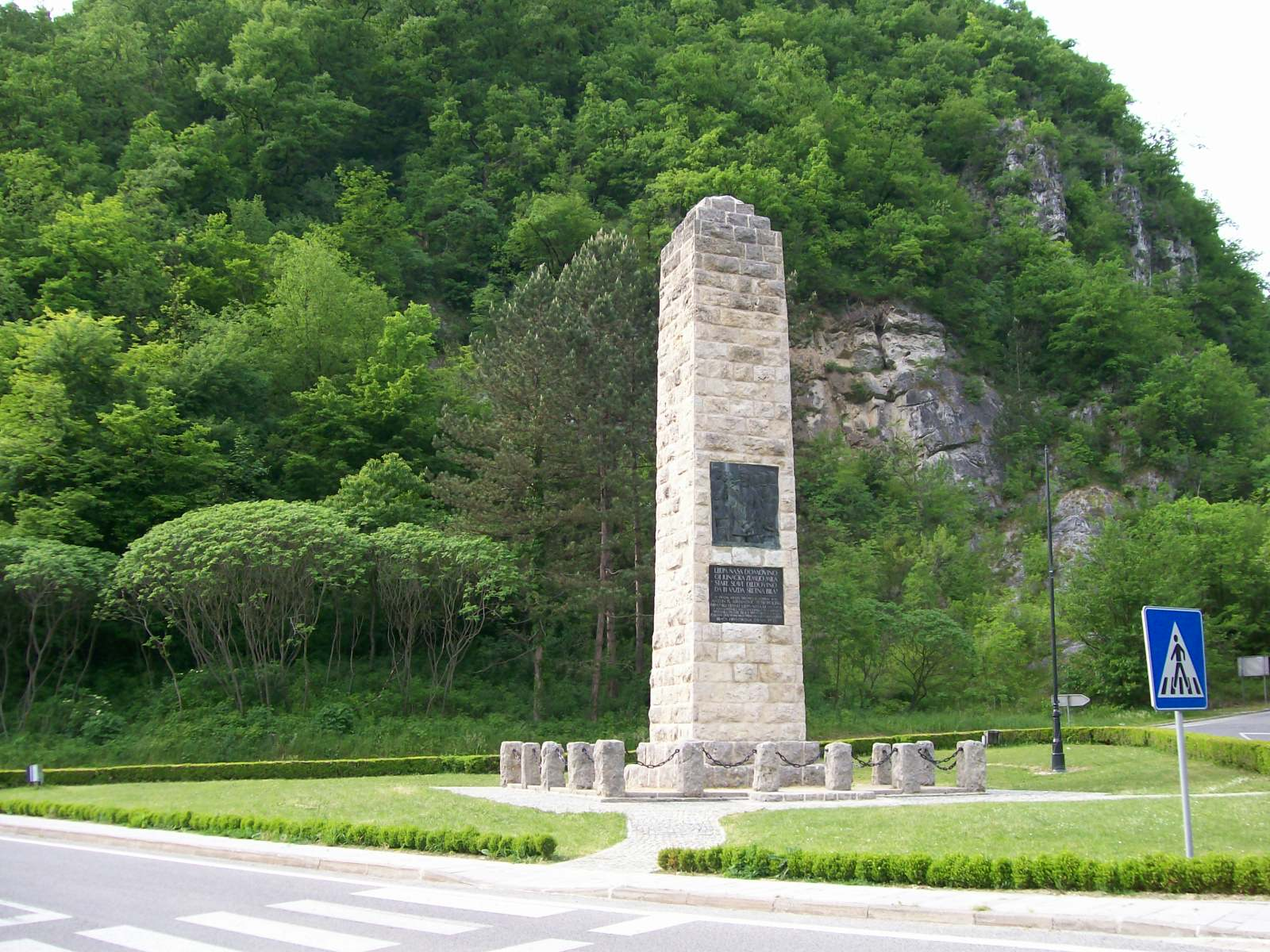
크로아티아 국가 기념비

1935년 11월 24일, 크로아티아 용 형제단은 크로아티아 국가 작사 100주년을 기념하려는 목적으로 크로아티아의 국가 우리의 아름다운 조국 (Lijepa naša domovino)을 기리는 기념비를 세웠다. 쿰로베츠는 이 날을 지방 공휴일로 기념한다.

## 역사
쿰로베츠는 19세기 후반과 20세기 초반에 크로아티아-슬라보니아 왕국 바라주딘주의 일부였다.

## 문화
쿰로베츠 시는 문화 단체 KUD 쿰로베츠의 본거지이다. 쿰로베츠 시에는 가톨릭 예배당 두 곳이 있다: